# Bonnybridge
Bonnybridge est une ville du district de Falkirk, en Écosse.